# Armadillidium quadrifrons
Armadillidium quadrifrons là một loài chân đều trong họ Armadillidiidae. Loài này được Stoller miêu tả khoa học năm 1902.